# 尼达塔尔
尼达塔尔（德語：Niddatal，發音：[ˈnɪdaˌtaːl] ⓘ，意为“尼达河谷”）是德国黑森州达姆施塔特行政区韦特劳县的城市，面积40.25平方千米，2023年12月31日人口为10,059人。